# Hasan Kivran
Hasan Kivran (* 16. April 1966) ist ein türkisch-deutscher Unternehmer. Seit 2015 war er Präsident und Hauptgesellschafter des Fußballvereins Türkgücü München.

## Werdegang
Kivran kam im Alter von sechs Jahren nach Deutschland. Beruflich ist er Geschäftsführer einer Autoleasing-Firma.
Im Dezember 2015 wurde er zum Präsidenten des Münchner Landesligisten SV Türkgücü-Ataspor gewählt. Der ehemalige Migrantenverein stand Spielern aus allen Nationen offen und zwei Frauen rückten in den Vorstand auf. Früh formulierte er das ambitionierte Ziel, den Verein als dritte Kraft im Münchner Fußball zu etablieren. Mit eigenen Investitionen und seinen guten Kontakten zu türkischen Geschäftsleuten, die er zu einem Sponsorenpool einte, wurde die Mannschaft prominent verstärkt. Zwischen 2018 und 2020 gelangen drei Aufstiege in Folge von der Landesliga Bayern in die 3. Liga.
Am 23. Dezember 2020 kündigte Kivran an, sein finanzielles Engagement bei Türkgücü München zum Jahresende 2020 beenden und seine Anteile an der Spielbetriebs-GmbH verkaufen zu wollen. Anfang Januar 2021 revidierte Kivran seine Entscheidung zum Rückzug. Ende Januar 2022 musste die GmbH & Co. KGaA (die Umwandlung war im August 2021 erfolgt) Insolvenz anmelden, nachdem im Zuge der Nachlizensierung für die Saison 2021/22 ein erforderlicher Finanzbedarf festgestellt worden war und die zum Ausgleich zunächst zugesagten Gesellschaftermittel nicht gezahlt worden waren. Knapp zwei Monate später musste Türkgücü den Spielbetrieb nach 31 von 38 Spieltagen einstellen. Kurz darauf trat er als Präsident des Vereins zurück.